# دييغو غونزاليس
دييغو غونزاليس (بالإسبانية: Diego González Polanco)‏ (28 يناير 1995 تشايكلانا دي لا فرونتيرا إسبانيا - ) هو لاعب كرة قدم إسباني يلعب كمدافع.

## روابط خارجية
- دييغو غونزاليس على موقع الاتحاد الأوربي (الإنجليزية)
- دييغو غونزاليس على موقع قاعدة بيانات كرة القدم.إي يو (الإنجليزية)
- دييغو غونزاليس على موقع Soccerway.com (الإنجليزية)
- دييغو غونزاليس على موقع AS.com (الإسبانية)